# Whissonsett

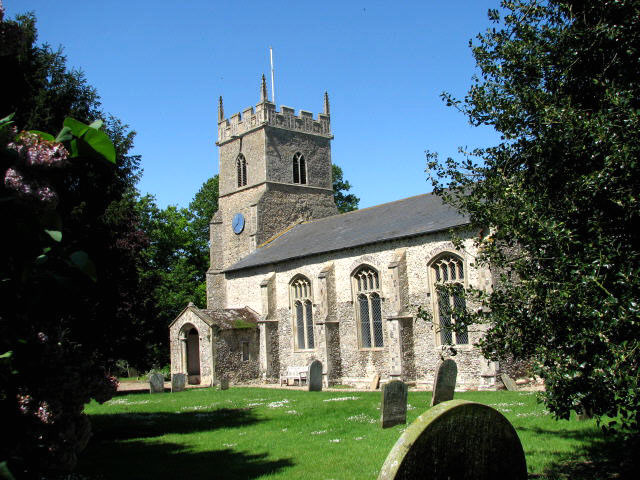
Kerk St-Mary in Whissonsett

Whissonsett is een civil parish in het bestuurlijke gebied Breckland, in het Engelse graafschap Norfolk met 488 inwoners.